# Alnico

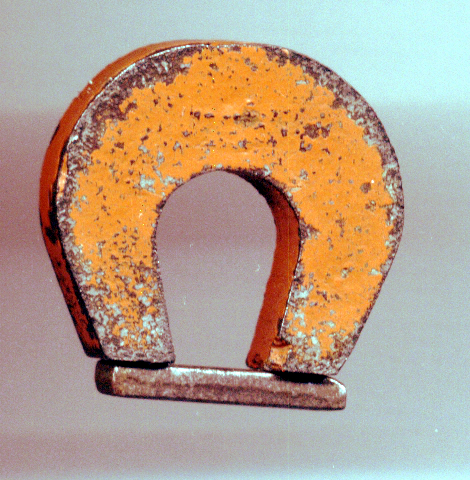
Imant de ferradura fabricat amb alnico

Alnico és un grup d'aliatges de ferro (Fe), amb quantitats variables (8-12%) d'alumini (Al), de níquel (14-28%), i de cobalt (5-24%) desenvolupats a partir de 1932. Alguns contenen, a més, petites quantitats de coure (Cu), i de titani (Ti). Segons la seva composició hom distingeix uns dotze tipus d'alnico. Tots ells són caracteritzats per llurs propietats ferromagnètiques i usats en la fabricació d'imants permanents. El nom és un acrònim dels metalls que acompanyen al ferro: Al, Ni i Co.